# Liste der Biografien/Becq
Liste der Biografien |
Portal Biografien |
Personensuche
# |
A |
B |
C |
D |
E |
F |
G |
H |
I |
J |
K |
L |
M |
N |
O |
P |
Q |
R |
S |
T |
U |
V |
W |
X |
Y |
Z |
?
 
Ba |
Be |
Bd |
Bg |
Bh |
Bi |
Bj |
Bl |
Bm |
Bn |
Bo |
Br |
Bs |
Bu |
Bw |
By |
Bz
 
Bea–Beb |
Bec |
Bed |
Bee |
Bef |
Beg |
Beh |
Bei |
Bej |
Bek |
Bel |
Bem |
Ben |
Beo |
Bep |
Beq |
Ber |
Bes |
Bet |
Beu |
Bev |
Bew |
Bex |
Bey |
Bez
 
Beca |
Becc |
Bece |
Bech |
Beci |
Beck |
Becl |
Becm |
Becn |
Beco |
Becq |
Becr |
Becs |
Bect |
Becu |
Becv |
Becz
Die Liste der Biografien führt alle Personen auf, die in der deutschsprachigen Wikipedia einen Artikel haben. Dieses ist eine Teilliste mit 15 Einträgen von Personen, deren Namen mit den Buchstaben „Becq“ beginnt.

## Becq

### Becqu
- Becquart, Henri (1891–1953), französischer Politiker
- Becquart, Marcel (1914–2010), französischer Autorennfahrer
- Becquart, Nathalie (* 1969), französische Ordensschwester, Kurienbeamtin der römisch-katholischen Kirche
- Becque, Henry (1837–1899), französischer Dramatiker
- Becque, Réginald (* 1972), französischer Fußballspieler
- Bécquer, Florencia (1910–1994), spanische Schauspielerin
- Bécquer, Gustavo Adolfo (1836–1870), spanischer Lyriker
- Becquerel, Alexandre Edmond (1820–1891), französischer Physiker
- Becquerel, André Vincent (1893–1981), französischer Bildhauer des Art déco
- Becquerel, Antoine César (1788–1878), französischer Physiker
- Becquerel, Henri (1852–1908), französischer Physiker und Entdecker der RadioaktivitätHenri Becquerel (1852–1908)

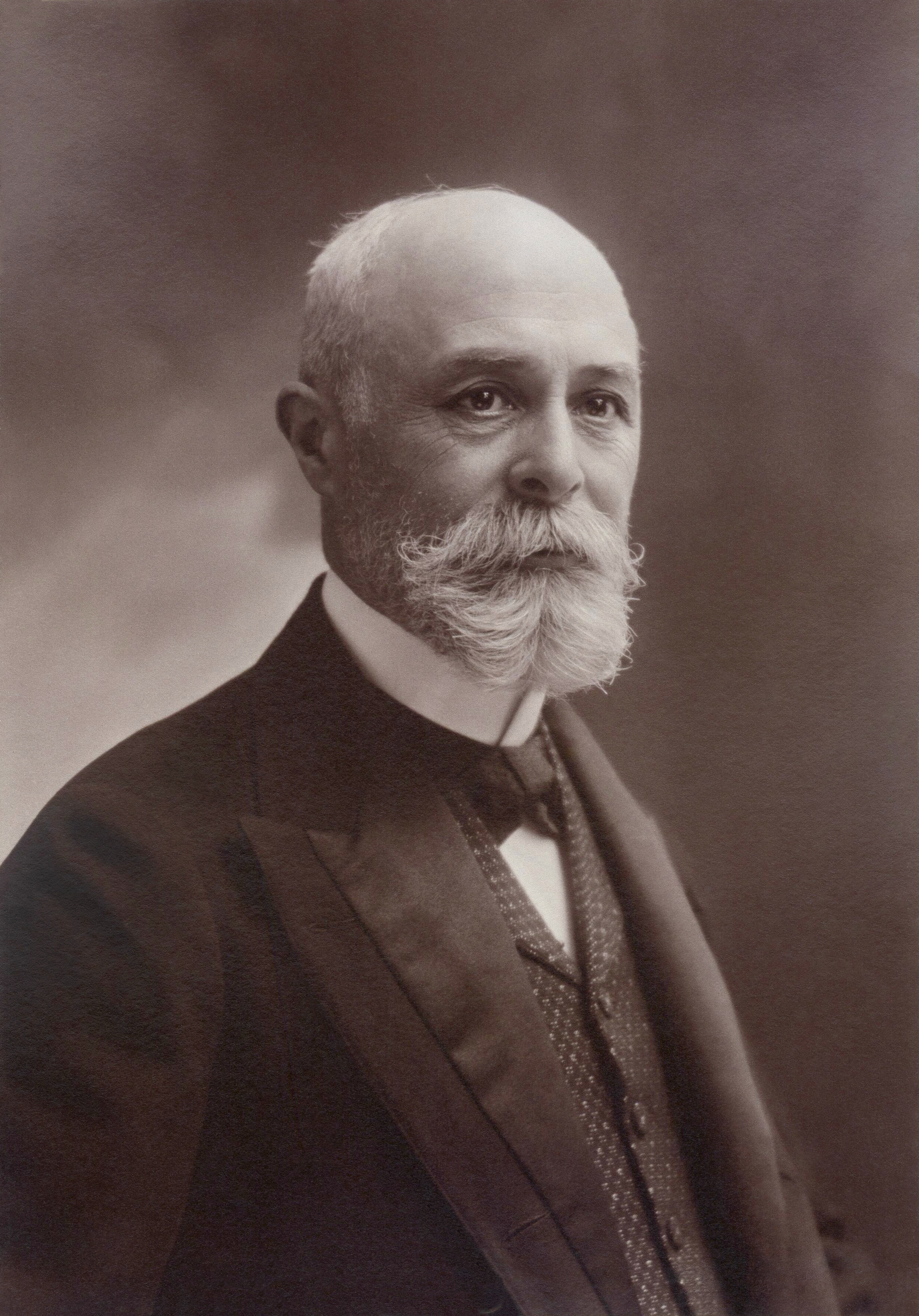
Henri Becquerel (1852–1908)

- Becquerel, Jean (1878–1953), französischer Physiker
- Becquerel, Louis Alfred (1814–1862), französischer Physiker und Mediziner
- Becquet, Marc, belgischer Elektronikingenieur und EU-Beamter
- Becquey, Louis (1760–1849), französischer Jurist und Politiker